# 旧恵那市役所飯地事務所
旧恵那市役所飯地事務所（きゅうえなしやくしょいいじじむしょ）は、岐阜県恵那市にある建築物。

## 概要
元々は恵那郡飯地村の役場庁舎として着工された建物だが、建設中の1954年（昭和29年）4月1日に飯地村などの恵那郡2町6村が合併し恵那市が発足。建物は村役場として使用されることなく恵那市役所飯地事務所として竣工した。そのため、竣工時は村長室は応接室、議場は大会議室などに用途変更されている。
1983年（昭和58年）に飯地公民館（現・飯地コミュニティセンター）が新築され、支所機能は公民館に移転。その後は恵那市飯地町自治連合会の所有物となり、民間会社への賃貸や地区の倉庫として使用された。その後、飯地地区の古い道具、民俗資料を展示する施設として整備され、2009年（平成21年）3月に飯地町ふるさと民俗資料館として開館する。
2008年（平成20年）10月23日に国登録有形文化財、2015年（平成27年）11月1日に恵那市景観重要建造物に指定されている。

## 建物概要
庁舎　　国登録有形文化財
1954年（昭和29年）竣工の寄棟造瓦葺の木造2階建。桁行18m、梁間7ｍ。正面中央に玄関ポーチを張り出す左右対称の構造。正面外壁や玄関ポーチの床面等に土岐郡笠原町（現・多治見市笠原町）産のモザイクタイルを使用しているのが特徴である。
建築面積は141m2、延床面積は267.36m2。
サイレン塔　　国登録有形文化財
1954年（昭和29年）竣工のサイレン塔（火の見櫓）。庁舎の背後にある。1.8m四方のコンクリート基礎の上に建つ高さ約10mの鉄鋼構造物で、頂部には望楼がある。当初は時報サイレンと半鐘が設置されていたという。

## 利用案内
- 所在地：
  - 岐阜県恵那市飯地町165-12　※庁舎
  - 岐阜県恵那市飯地町167-7　※サイレン塔
- 開館日：毎月第1木曜日（1月を除く）　※飯地町ふるさと民俗資料館の開館日

## 周辺施設
- 恵那市役所飯地振興事務所
- JAひがしみの飯地連絡所
- 飯地郵便局
- 五毛座 - 国登録有形文化財